# Борго Форте (Венеција)
Борго Форте (итал. Borgo Forte) је насеље у Италији у округу Венеција, региону Венето.
Према процени из 2011. у насељу је живело 224 становника. Насеље се налази на надморској висини од 1 м.